# Pentacène

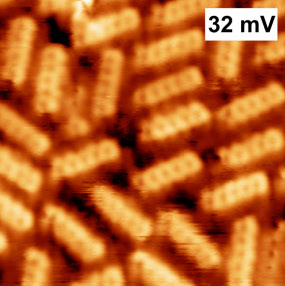
Molécules de pentacène sur une surface de nickel, vues au microscope à effet tunnel.

Le pentacène est un composé chimique de formule C22H14 appartenant à la famille des  hydrocarbures aromatiques polycycliques (HAP) et formé de cinq noyaux benzéniques fusionnés linéairement. Sa structure conjuguée étendue et sa structure cristalline en font un bon semiconducteur organique, de type p (accepteur d'électrons). Il s'y forme des excitons par absorption de rayonnements ultraviolet ou visible, ce qui le rend très sensible à l'oxydation : c'est la raison pour laquelle, alors qu'il a l'apparence d'une poudre rouge lorsqu'il vient d'être synthétisé, il vire petit à petit au vert à l'air libre et à la lumière.
Le pentacène est un matériau prometteur dans la réalisation de transistor en couches minces    « thin-film transistors » et de transistors à effet de champ organiques. La mobilité des trous y est de 5,5 cm2·V-1·s-1, presque au niveau du silicium amorphe. Il forme des jonctions p-n avec le fullerène C60 utilisées pour réaliser des cellules photovoltaïques organiques,.